# 水府庙
邵阳水府庙是古宝庆府居民的重要文化和宗教中心，位于湖南省邵阳市境内，在资江与邵水交汇处东岸，与西岸的爱莲池遥相对应。爱莲池是北宋学者周敦颐写作名篇《爱莲说》之所，今已不存。

## 历史沿革
邵阳水府庙历史悠久。邵阳古城建于战国，由楚国大夫白善建立，称白公城。传说秦始皇南巡经过此地，见风景旖旎，建“望江亭”。三国时期，易守难攻的邵阳城成为蜀相诸葛亮占据的一个战略要地，驻兵此地，建点将台。湖南境内有湘江、资江、沅江和澧江四条大江汇入洞庭湖。两江交汇，水量大，泥沙淤积大，春夏间多发洪水，明朝万历年间在官府的牵头下，由地方百姓合资兴建水府庙，祈求河神保佑水路平安、风调雨顺。道光年间重修。1978年大修。2007年由于城市防洪工程需要，将水府庙整体抬升2.8米，避免建筑被防洪堤遮挡。

## 建筑结构
现存水府庙古建筑为戏楼，唱戏祈神之用，外观三层，实则一层。顶层有牌匾书：半入云。北侧外墙书“双清”，取资水和邵水两江清渠、波澜不惊之意。中央有精美藻井，全木隼结构，未用一根铁钉，叹为观止。戏楼依照五行和地方民俗进行装饰，有典型的中国特色。古宝庆府名居喜飞檐，寓意高中状元，水府庙的飞檐尤其高挑，将近九十度直指苍穹，寓意沟通人神。

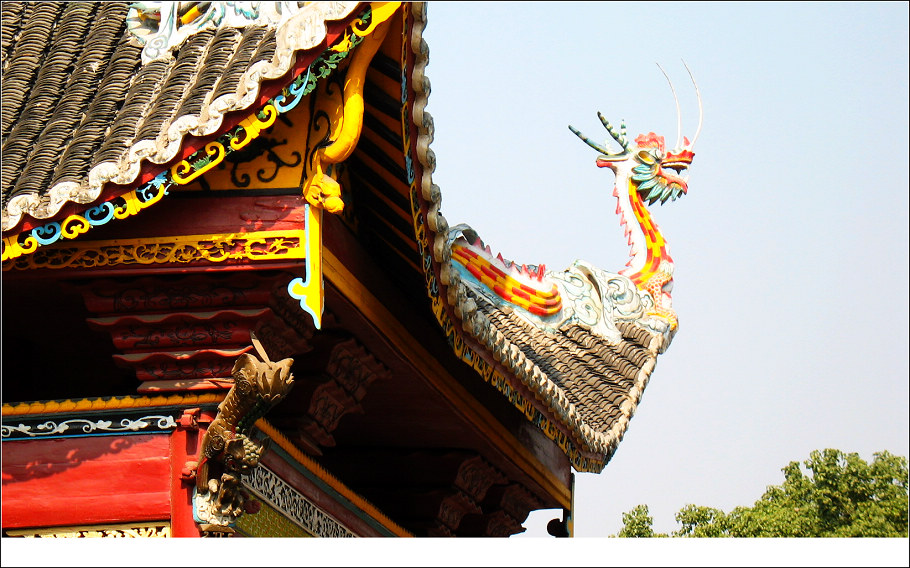
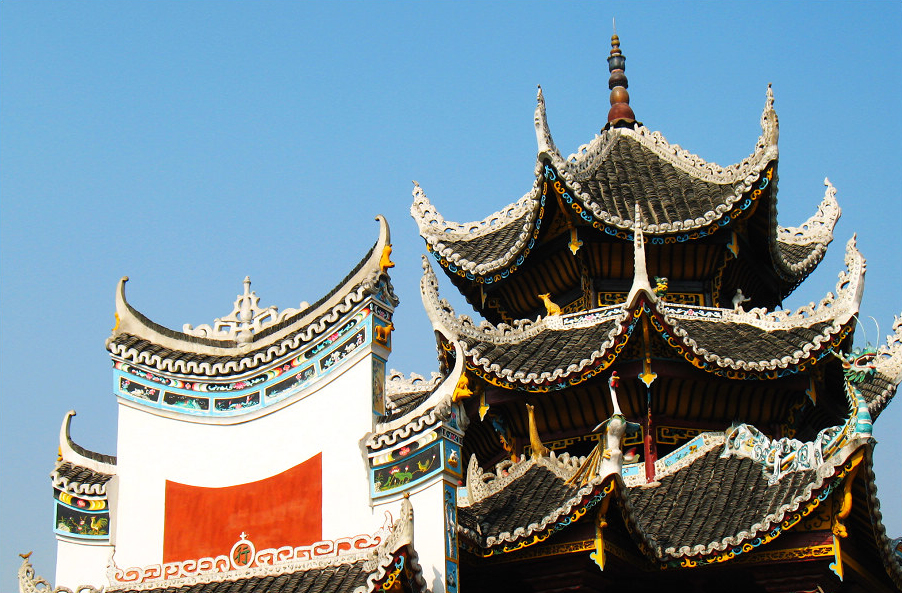

水府庙楹联也十分讲究雅致，意境优美：
妙手空空，一弹秋水一弹月；
余音袅袅，半入江风半入云。